# Àcid acrílic
L'àcid acrílic, en anglès:Acrylic acid (IUPAC,en anglès,: prop-2-enoic acid) és un compost orgànic amb la fórmula CH₂=CHCO₂H. És l'àcid carboxílic insaturat més simple i consta d'un grup vinil connectat dírectament a un final d'àcid carboxílic. És un líquid incolor amb una olor característica agra. Anualment se'n produeixen més de mil milions de quilos.

## Producció
L'àcid acrílic es produeix a partir del propè el qual és un subproducte de la producció de l'etilè i la gasolina.
CH₂=CHCH₃ + 1.5 O₂ → CH₂=CHCO₂H + H₂O

## Usos
L'àcid acrílic i els seus èsters ràpidament es combinen entre ells per a formar àcid poliacrílic o altres monòmers formant homopolímers o copolímers els quals es fan servir per a fabricar diversos plàstics, adhesius, elastòmers i també pintures.

## Seguretat
L'àcid acrílic és greument irritant i corrossiu per a la pell i el tracte respiratori. El contacte amb els ulls pot produir danys greus i irreversibles.